# NGC 3366
NGC 3366 = IC 2592 ist eine Balken-Spiralgalaxie vom Hubble-Typ SBb im Sternbild Segel des Schiffs am Südsternhimmel. Sie ist schätzungsweise 119 Millionen Lichtjahre von der Milchstraße entfernt.
Das Objekt wurde am 13. April 1828 von John Herschel entdeckt.

## NGC 3366-Gruppe (LGG 204)
| Galaxie  | Alternativname | Entfernung/Mio. Lj |
| -------- | -------------- | ------------------ |
| NGC 3366 | PGC 31335      | 119                |
| NGC 3262 | PGC 30876      | 118                |
| NGC 3263 | PGC 30887      | 127                |